# 羅阿諾克 (伊利諾伊州)
羅阿諾克（英語：Roanoke）是位於美國伊利諾伊州伍德福德縣的一個村落。

## 地理
羅阿諾克的座標為40°47′06″N 89°01′15″W / 40.78500°N 89.02083°W，而該地最高點為海拔高度222米（即728英尺）。

## 人口
根據2010年美國人口普查的數據，羅阿諾克的面積為2.54平方千米，當中陸地面積為2.45平方千米，而水域面積為0.09平方千米。當地共有人口45人，而人口密度為每平方千米17人。